# Lac Chicot
Pour les articles homonymes, voir Chicot.
Le lac Chicot (en anglais : Lake Chicot) est un lac situé à côté de la ville de Lake Village situé dans le comté de Chicot dans l'État de l'Arkansas. Ce lac est un ancien bras mort en forme de méandre du fleuve Mississippi.

## Géographie
Le lac Chicot s'est créé à l'emplacement d'un ancien bras mort du Mississippi il y a quelques siècles seulement. Il est le plus grand bras mort des États-Unis et le plus grand lac de l'Arkansas.
Le lac Chicot a une largeur moyenne d'un kilomètre pour une longueur d'environ 35 kilomètres. Le lac a pris la place de l'ancien méandre du Mississippi en forme de lettre "C".

## Histoire
Le nom de chicot lui fut attribué par les colons français à l'époque de la Louisiane française et de la Nouvelle-France, en raison des nombreux cyprès des étangs morts le long de ses rives. Toutes ses souches d'arbres morts sont désignées sous le terme de chicot.
En avril 1923, Charles Lindbergh a fait son premier vol de nuit sur le lac Chicot et Lake Village.
L'explorateur espagnol Hernando de Soto, mort en 1542, reposerait au fond du lac Chicot selon une des hypothèses historiques. Mort d'un  fièvre tropicale, son corps aurait été lesté et coulé au fond de ce lac.